# 루스탐 토트로프
루스탐 스타니슬라보비치 토트로프(러시아어: Руста́м Станисла́вович То́тров, 1984년 7월 15일~)는 러시아의 전직 레슬링 선수이다. 2012년 하계 올림픽에서 남자 그레코로만형 헤비급 은메달을 획득했고 세계 레슬링 선수권 대회에서 동메달 1개를 획득했다.